# Новый Японский филармонический оркестр
Новый Японский филармонический оркестр (яп. 新日本フィルハーモニー交響楽団 Shin Nihon Firuhāmonī Kōkyōgakudan) — симфонический оркестр, работающий в Японии с 1972 г. У истоков оркестра стоял Сэйдзи Одзава, в 1991 г. провозглашённый его дирижёром-лауреатом. В разное время с оркестром интенсивно работали такие дирижёры, как Шимон Гольдберг, Леон Флейшер, Наодзуми Ямамото, Кэн Такасэки и др.
Помимо концертов и записей академической музыки, оркестр известен своей работой над саундтреками к кинофильмам, аниме и видеоиграм. Он, в частности, записал музыку к нескольким играм линейки Resident Evil, к фильмам «Унесённые призраками», «Ходячий замок», «Отважный маленький тостер», часть саундтрека к «Евангелиону». В 2004 г. в составе оркестра был создан так называемый Мировой оркестр мечты (англ. World Dream Orchestra) — формирование, предназначенное для концертов лёгкой для восприятия классической и современной музыки в летние месяцы; возглавил этот коллектив композитор и дирижёр Дзё Хисаиси.
В 2001 г. альбом совместно с Новым Японским филармоническим оркестром записал Ингви Мальмстин.

## Музыкальные руководители
- Кадзухиро Коидзуми (1975—1980)
- Митиёси Иноуэ (1983—1988)
- Кристиан Арминг (с 2003 г.)